# Andy Powell (musicien)
Pour les articles homonymes, voir Powell.
Andrew Powell (né le 19 février 1950) est un guitariste, chanteur et auteur-compositeur anglais. Il est l'un des membres fondateurs du groupe britannique Wishbone Ash.